# Saginaw Motor Car Company
Saginaw Motor Car Company war ein US-amerikanischer Hersteller von Automobilen.

## Unternehmensgeschichte
Louis J. Lampke hatte bereits bei der Palmer & Singer Manufacturing Company, der Lion Motor Car Company, und der Mount Pleasant Motor Company Erfahrungen im Automobilbau gesammelt. Im Juni 1916 gründete er das Unternehmen in Saginaw in Michigan. Beteiligt waren J. A. Cimmerer, J. W. Grant, H. E. Oppenheimer und W. C. Wiechmann. Im Juli 1916 begann im ehemaligen Werk der Argo Electric Vehicle Company die Produktion von Automobilen. Der anfänglich geplante Markenname Saginaw wurde verworfen, weil ihn bereits die Lehr Motor Company für ihre Fahrzeuge verwendete. Daraufhin wurde Yale gewählt. Im März 1918 endete die Produktion.
Es bestand keine Verbindung zur Kirk Manufacturing Company, die ein paar Jahre vorher den gleichen Markennamen benutzte.

## Fahrzeuge
Im Angebot stand nur ein Modell. Es hatte einen V8-Motor. Er war mit 31 PS eingestuft. Das Fahrgestell hatte 320 cm Radstand. Im ersten Jahr gab es nur offene Tourenwagen mit sieben Sitzen.
Ab 1917 ergänzten ein Roadster mit zwei Sitzen und ein Speedster mit drei Sitzen das zur Verfügung stehende Karosserieangebot. Geschlossene Aufbauten waren zwar angekündigt, wurden aber vermutlich nicht mehr hergestellt.

## Modellübersicht
| Jahr      | Modell | Zylinder | Leistung (PS) | Radstand (cm) | Aufbau                                                      |
| --------- | ------ | -------- | ------------- | ------------- | ----------------------------------------------------------- |
| 1916      | Eight  | 8        | 31            | 320           | Tourenwagen 7-sitzig                                        |
| 1917–1918 | Eight  | 8        | 31            | 320           | Tourenwagen 7-sitzig, Roadster 2-sitzig, Speedster 3-sitzig |